# 人毛醤油
人毛醤油（じんもうしょうゆ）とは、頭髪などの人毛を原料として製造した代用醤油の一種である。毛髪醤油とも言われる。

## 日本における実験
実用化はされなかったものの、昭和初期に大門一夫により毛髪の研究の一環として、人間の毛髪を原料とした醤油の実験が行われたとされている。
研究グループは、毛髪を塩酸で10時間程度煮て加水分解し、アミノ酸やペプチドに分解することで醤油に似た水溶液を得たが、揮発成分に乏しく実用には耐えないとの結論に至った。さらに研究結果として、同じ方法で大豆類の植物の茎・葉・皮、搾りかすなどを粉砕したもののほうが品質・コスト両面で優れていた。現在ではオートクレーブを用いて、科学的な再現性を確認できる。
雑誌『ニューヘアー』1982年9月号は、戦中から戦後混乱期にかけて「毛屑から代用醤油が作られた」と記していた。製法は「毛屑を10 %塩酸の中に入れ、24時間ほど煮沸後、濾過し苛性ソーダで中和させる」としていた。

## 日本における工業用アミノ酸の製造
戦後混乱期の日本では、頭髪を原料に、工業用アミノ酸を製造する事業者もあったが、人毛収集する「毛塵屋」へ払う人件費の増加と、公害防止の意識の向上、公害防止事業費事業者負担法施行により、1960年代半ばを境に製造されなくなった。
なお、工業用アミノ酸は、人体と直接接しない原料である。

## 中国における人毛醤油の製造
頭髪は、中国東北部や華北などで、1キログラムあたり1元（人民元）で理髪店から収集、簡単な選別作業ののち、再び1キログラムあたり1.8ドル程度で山東省や河北省などの化学工場に転売される。工場で塩酸の水和他の化学的精製を経てアミノ酸溶液にする。この溶液が中国各地の中小工場に再び転売され醤油の材料となった。醤油のアミノ酸含有量には中国政府による規準があるが、コストダウンのため大豆などの一般的な醤油原料の使用を減らし、頭髪に由来するアミノ酸で補ったものである。
報道
記者たちの間で人毛醤油が話題となったところから取材が始まり、2004年1月、中国国営テレビ局、中央電視台の番組「毎週質量報告」で「毛髪醤油」として放送された。番組ではどのようにアミノ酸液体または粉末を精製するのか訊ねると、製造者は人毛からだと答えた。人毛は国内の美容院や理容店、病院から集められた。そもそも人毛は水銀やヒ素などの含有量が多く、原料の頭髪には染色されたものが含まれていた。また、使用済みコンドーム、使用済み生理用品、病院綿、使用済み注射器などのごみが混入し、鉛や塩素プロパノールなどのほか、がんやてんかんを引き起こす怖れのある有害物質を含むなど、きわめて不衛生なものが流通したとされている。
その後、中国政府は人毛醤油製造を禁止。しかし、この報道は中国国内ではそれほど話題にならなかった。
2005年10月、遼寧省瀋陽市の新聞「瀋陽今報」が毛髪醤油を追跡報道、中国全土で大きな反響が起きた。同紙によれば、人毛醤油には発ガン物質が含まれ、政府の禁止命令にもかかわらず、悪徳商人による毛髪醤油生産はなくならないとされた。